# Saint-Germain-sur-Avre
Saint-Germain-sur-Avre település Franciaországban, Eure megyében. Lakosainak száma 1188 fő (2022. január 1.). Saint-Germain-sur-Avre Courdemanche és Vert-en-Drouais községekkel határos.

## Népesség
A település népessége az elmúlt években az alábbi módon változott:
| Lakosok száma | 336  | 665  | 1026 | 1197 | 1210 | 1195 | 1177 | 1174 | 1179 | 1188 |
|               | 1968 | 1982 | 1990 | 2006 | 2013 | 2015 | 2017 | 2019 | 2020 | 2022 |